# Francisco Torres Josa

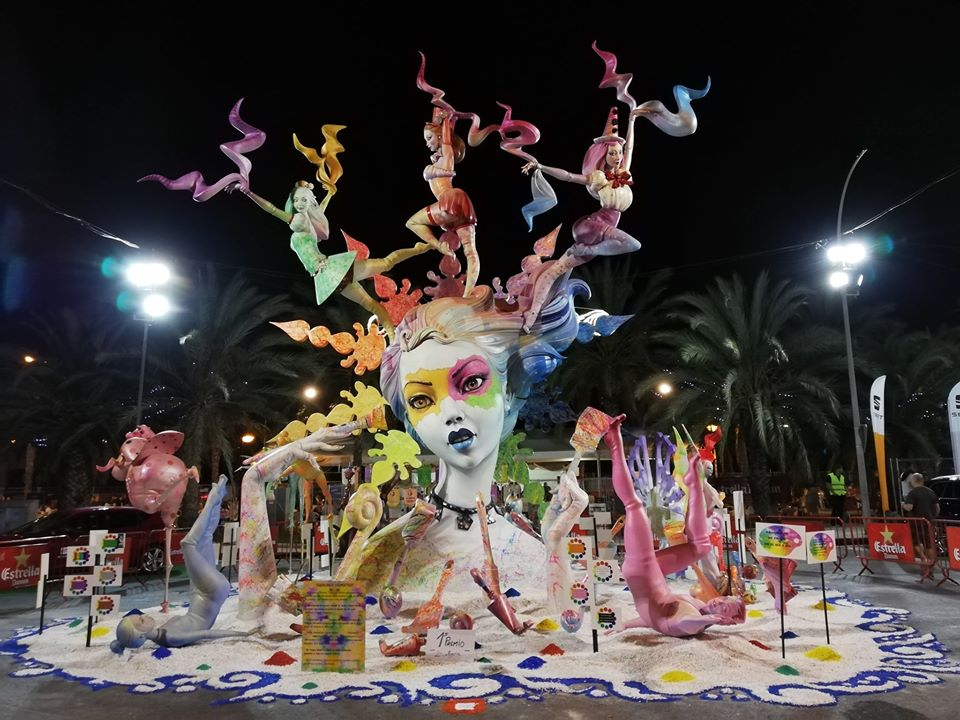
Equilibri cromàtic, de Paco Torres per la Foguera 2019 de la comissió Baver - Els Antigons

Francisco Torres Josa (València, 14 de juliol de 1978), més conegut com a Paco Torres, és un artista faller.

## Trajectòria
Una vegada acaba els estudis de Belles Arts comença com aprenent al taller de Vicent Albert per mitjà d'un amic del seu oncle Eduardo Balanzá. D'allí passa a treballar a Carcaixent amb Julio Monterrubio, artista del qual aprén molt a nivell pictòric.Torna a València integrant-se a l'equip d'Alejandro Santaeulalia fins a l'any 2009. Per acabar, abans de signar Falles en solitari forma part del taller de Miguel Santaeulalia Serrán.
En 2012 comença la seua carrera individual plantant la falla infantil de la comissió Salamanca-Comte Altea que duia per lema "El repara-joguets de Cànovas". A l'any següent debuta en Falles grans realitzant dos obres per les comissions Arquebisbe Olaechea - Sant Marcel·lí i Sapadors - Vte. Lleó amb els lemes "Per què les Falles són?" i "Casimiro Mirón Dotor". En una primera etapa compta amb Ramón Mascarós en la creació i disseny dels esbossos. Dos anys després, en 2015, arriba a la secció d'argent de la mà de la comissió Sant Vicent - Periodista Azzati aconseguint el segon premi de la categoria amb "Progressa Adequadament". En 2016 continua en primera A a la mateixa demarcació amb "Viatge en el temps del crononauta Vicent". Ambdós creacions comptaran amb Raúl Martínez Ruiz pel que fa al dibuix de l'esbós. Es manté a la segona divisió de les Falles del Cap i Casal en 4 ocasions més: dos en Arquebisbe Olaechea - Sant Marcel·lí (2017 i 2018) i altres dos en Quart - Palomar (2019 i 2020). En 2017 es produeix el salt a la secció especial de les Falles de València plantant per primera vegada en la Plaça del Pilar, comissió de la qual també és faller. El seu debut amb "Que li tallen el cap" li suposa el segon premi de la màxima categoria. Durant els tres exercicis següents signa de nou el cadafal del barri de Velluters amb els lemes "En el pecat va la penitència", "Qui mou els fils" i "A caçar gamusins!!". Durant la seua darrera etapa compta amb Miguel Santaeulalia Serran i Carlos Benavent per al disseny de les seues Falles.
Durant la seua trajectòria artística també crea Falles per a les comissions Pius XI - Fontanars, Barraca - Espadan, Conserva - Berenguer Mallol i Avinguda de l'Oest a València, Plaça Cervantes a Paiporta, Sant Torquat a Sedaví i Placeta del Marqués a Torís. El Gremi d'Artistes Fallers indulta en 2018 el ninot que Paco Torres porta a l'Exposició del Ninot representant la figura de la Moma de la festivitat del Corpus Christi. Algunes de les seues figures aconsegueixen el distintiu de millor ninot i dos d'elles també es fan amb el Premi Raga. En 2019 debuta a les Fogueres d'Alacant aconseguint el primer premi de categoria segona amb "Equilibri cromàtic" al districte de Baver - Els Antigons.
Fora de l'àmbit de l'art efímer festiu Paco Torres ha realitzat treballs d'aparadorisme per a marques comercials, elements per a escenografies i decorats per a festes com els altars de Sant Vicent.

## Falles
| Any  | Lema                                       | Comissió                             | Localitat | Secció   | Premi Secció | Premi Enginy i Gràcia |
| 2013 | "Casimiro Mirón Dotor"                     | Sapadors - Vte. Lleó                 | València  | 2A       | 7è           | -                     |
| 2013 | "Perquè les Falles són...?"                | Arquebisbe Olaechea - Sant Marcel·lí | València  | 1B       | 4t           | -                     |
| 2014 | "Made in Spain"                            | Sapadors - Vte. Lleó                 | València  | 3A       | -            | -                     |
| 2014 | "Xiquet, estigues quetet"                  | Barraca - Espadán                    | València  | 2A       | 3r           | -                     |
| 2014 | "Ofertes! Persones a bon preu"             | Pius XI - Fontanars                  | València  | 1B       | -            | -                     |
| 2014 | "Eixos bojos fallers"                      | Arquebisbe Olaechea - Sant Marcel·lí | València  | 1B       | 5è           | 3r                    |
| 2015 | "L'escola mola"                            | Barraca - Espadán                    | València  | 2B       | 4t           | -                     |
| 2015 | "Açò és de traca"                          | Conserva - Berenguer Mallol          | València  | 2A       | 5è           | -                     |
| 2015 | "Què puta és la vellesa!"                  | Pius XI - Fontanars                  | València  | 2A       | -            | -                     |
| 2015 | "Aterra com pugues"                        | Arquebisbe Olaechea - Sant Marcel·lí | València  | 1B       | 2n           | -                     |
| 2015 | "Progressa adequadament"                   | Sant Vicent - Periodista Azzati      | València  | 1A       | 2n           | -                     |
| 2016 | "Boom!!!"                                  | Sant Torquat                         | Sedaví    | -        | 1r           | -                     |
| 2016 | "Progressa adequadament"                   | Plaça Cervantes                      | Paiporta  | -        | 1r           | -                     |
| 2016 | "Tocant tots els pals!"                    | Barraca - Espadán                    | València  | 2B       | 3r           | -                     |
| 2016 | "Açò és un circ"                           | Conserva - Berenguer Mallol          | València  | 2A       | 9è           | -                     |
| 2016 | "Sálve's qui puga"                         | Pius XI - Fontanars                  | València  | 2A       | 6è           | -                     |
| 2016 | "La caiguda de l'imperi..."                | Arquebisbe Olaechea - Sant Marcel·lí | València  | 1B       | 2n           | -                     |
| 2016 | "Viatge en el temps del crononauta Vicent" | Sant Vicent - Periodista Azzati      | València  | 1A       | 4t           | 3r                    |
| 2017 | "Experiments? En llimonà!"                 | Sant Torquat                         | Sedaví    | -        | 2n           | -                     |
| 2017 | "Sense ofici ni benefici"                  | Plaça Cervantes                      | Paiporta  | -        | 2n           | -                     |
| 2017 | "Des-equilibris!!!"                        | Arquebisbe Olaechea - Sant Marcel·lí | València  | 1A       | 4t           | -                     |
| 2017 | "Que li tallen el cap"                     | Plaça del Pilar                      | València  | Especial | 2n           | -                     |
| 2018 | "Amors d'altra època"                      | Sant Torquat                         | Sedaví    | -        | 2n           |                       |
| 2018 | "Arrapa i fuig"                            | Placeta del Marqués                  | Torís     | -        | -            | -                     |
| 2018 | "De sangoneres i roders"                   | Avinguda de l'Oest                   | València  | 2A       | 5è           | -                     |
| 2018 | "Per vici o per desfici"                   | Arquebisbe Olaechea - Sant Marcel·lí | València  | 1A       | 3a           | -                     |
| 2018 | "En el pecat va la penitència"             | Plaça del Pilar                      | València  | Especial | 4t           | -                     |
| 2019 | "A per ells"                               | Placeta del Marqués                  | Torís     | -        | -            | -                     |
| 2019 | "Somnis vs realitat"                       | Quart - Palomar                      | València  | 1A       | 9è           | -                     |
| 2019 | "Qui mou els fils?"                        | Plaça del Pilar                      | València  | Especial | 2n           | -                     |
| 2021 | "Zen per Zen Falla 100%"                   | Avinguda de l'Oest                   | València  | 2A       |              |                       |
| 2021 | "Quina sorteta la meua"                    | Quart - Palomar                      | València  | 1A       |              |                       |
| 2021 | "A caçar gamusins!"                        | Plaça del Pilar                      | València  | Especial |              |                       |

## Fogueres
| Any  | Lema                 | Comissió                  | Localitat | Categoria | Premi Secció | Premi Crítica |
| 2019 | "Equilibri cromàtic" | Baver - Els Antigons      | Alacant   | 2a        | 1r           | -             |
| 2021 |                      | Doctor Bergez - Carolinas |           |           |              |               |